# جيمس مكارثي (عالم اجتماع)
جيمس مكارثي (بالإنجليزية: James McCarthy)‏ هو عالم اجتماع أمريكي، ولد في 1949.